# إيرل أ. ديفيس
إيرل أ. ديفيس (بالإنجليزية: E. A. Davis)‏ هو مدير فني أمريكي، (ولد في تينيسي في الولايات المتحدة 1889 – 1965 م).